# Имиграция в България
Имиграцията към България има около 100-годишна история.

## Правен режим

### Режими на закрила
В България има няколко различни режима, по които чужденци, подложени на преследвания, могат да получат закрила в страната:
- Убежище – право, предоставяно от Президента, обикновено в единични случаи. На практика дейността по предоставяне на убежище е делегирана на Вицепрезидента и се организира от специална служба в администрацията на Президента – Комисия по предоставяне на убежище.[2]
- Статут на бежанец – предоставян от Държавната агенция за бежанците (ДАБ) на хора, за които има основателни опасения от преследване и не могат да получат защита от своята държава на произход.
- Хуманитарен статут – предоставян също от ДАБ на хора, които не отговарят на условията за статут на бежанец, но са подложени на тежки рискове, най-често заради война.
- Временна закрила – предоставяна на големи групи хора от Министерския съвет въз основа на общо решение на Съвета на Европейския съюз в случаи на война или други масови насилия. Този режим е въведен за подпомагане на бежанците от Руското нападение над Украйна през 2022 година.[3]

### Нелегална имиграция
Всеки преминал нелегално държавната граница на Република България подлежи на задържане от Гранична полиция. Преминалите имат право да поискат статут на бежанец или хуманитарен статут. Паралелно с това преминалите границата подават и молба за временно пребиваване в България. Молбата за статут се разглежда от Държавната агенция по бежанците, а молбата за пребиваване от МВР.

## Брой на имигрантите
Брой на пребиваващите в страната лица без българско гражданство:
Броят на имигрантите в България е трудно да се установи, но се предполага, че техният брой е повече от 200 хиляди и се очаква да се увеличи след приемането на България в Европейския съюз през 2007.
През 2012 г. общо 1387 души са потърсили закрила в България.
Броят на заловените нелегални имигранти през 2013 година, когато броят им е необичайно голям, е около 11 хиляди души, почти всички влезли в страната от Турция. Между 1 януари и 3 декември 2013 г. 57% от нелегалните емигранти, заловени в България са от Сирия, следвани Афганистан – 16,3%, Палестина – 4,4%, Алжир – 4,2% и Мали – 2,9%.
Заедно със сирийските бежански семейства, много нелегални мигранти, предимно мъже, от страни като Алжир, Мароко, Тунис, Мали, Нигер, Чад, Еритрея, Сомалия, Афганистан, Иран и Ирак влизат нелегално в България през българо-турската граница.

## В политическия живот
За разлика от някои страни в Западна Европа, където въпросът с имиграцията в продължение на десетилетия е важна политическа тема и основен за крайната десница, в България той придобива широка публичност само епизодично. Най-активно е обсъждане по време на миграционната вълна от 2013 година, съставена главно от търсещи закрила бежанци от Сирийската гражданска война. И преди това дестабилизирано от масови протести, правителството на Пламен Орешарски е подложено на критики за неспособността си да реагира на рязко увеличилия се брой имигранти, която довежда до безредици в съществуващите места за настаняване и местни протести срещу откриването на нови. Според социологическо проучване от края на годината 62% от анкетираните казват, че не искат повече бежанци в страната, а 65% смятат, че властите могат да се справят с проблема.
В този контекст правителството обявява, че имигрантската вълна носи рискове за националната сигурност и няколко сирийци са експулсирани по преценка на Държавна агенция „Национална сигурност“.

## История
Първите имигранти в съвременната българска история, които са без българско етническо самосъзнание, са арменските бежанци, които бягат от арменския геноцид в Османската империя.
Следващата вълна на имигранти към България е по времето на социалистическото управление в страната, когато големи групи чуждестранни студенти идват да учат в български учебни заведения и много от тях остават в страната след завършването си, а мнозина се женят за български граждани. Също по това време много българи, предимно мъже, се женят за гражданки от тогавашния СССР, останалите страни от Варшавския договор и Куба.
Процесът продължава с още по-голяма имиграция към България след 1989, когато големи групи китайци, араби, но също виетнамци, албанци, африканци, сърби, руснаци и други се установяват за постоянно в България. След присъединяването на страната към ЕС се увеличава броят на имигрантите от страните на бившия СССР (Русия, Украйна, Молдова, Армения) и бивша Югославия (Северна Македония, Сърбия, Босна и Херцеговина), като сред имигрантите се оформят нови големи групи на руснаци, украинци, араби, албанци, арменци, сърби, турци и др.
Острият недостиг на работна ръка, който се почувства след 2007 г., се попълва с ограничен внос работници от Виетнам, Турция и Северна Македония, като усилията на правителството се насочват към привличане на работници с български етнически произход. След създаването на възможност за покупка на недвижимо имущество в България се наблюдава приток на нов вид временни и постоянни жители на страната от ЕС – главно инвеститори в недвижимост и преселници от Великобритания, Гърция, Ирландия, Италия и Франция, както и от Русия, Украйна, САЩ, Кипър, Ливан, Израел, Канада, Австралия и страните на Балканите.
Редица програми на българските правителства, особено от 2000 г. насам, стимулират обучението в България, получаването на постоянно пребиваване и българско гражданство с цел постоянно преселване в страната на чужди граждани от български произход. Към края на 2008 г. броят на получилите българско гражданство лица е над 30 000. Те са основно от Северна Македония, Молдова, Сърбия, Русия и Украйна. Броят, положението и статутът на имигрантите от небългарски етнически произход в България се нуждае от допълнително внимание, в т.ч. по-подробни изследвания с оглед последиците върху всички области на живота в страната.

## Имигрантски общности
- Араби в България
- Македонска имиграция в България